# Mario Camacho
Mario Camacho Jiménez (Alajuela, 7 agosto 1983) è un ex calciatore costaricano, di ruolo attaccante.